# Physcomitrium sphaericum
Physcomitrium sphaericum là một loài Rêu trong họ Funariaceae. Loài này được (C.F. Ludw.) Fürnr. mô tả khoa học đầu tiên năm 1837.